# Bataille d'Agen
 (novembre 2018).
Si vous disposez d'ouvrages ou d'articles de référence ou si vous connaissez des sites web de qualité traitant du thème abordé ici, merci de compléter l'article en donnant les références utiles à sa vérifiabilité et en les liant à la section « Notes et références ».
Guerre des Cimbres
Batailles
- Noreia
- Agen
- Arausio
- Aquae Sextiae
- Vercellae

La bataille d'Agen opposa en 107 av. J.-C., pendant la guerre des Cimbres, le peuple helvète des Tigurins, commandé par Divico, aux légions romaines de Lucius Cassius Longinus, Lucius Piso Caesoninus et Caius Popillius Laenas. Elle eut lieu sur les bords de la Garonne près d'Agen (France), dans le territoire des Volques, vit la mort de Longinus et Caesoninus et se conclut par la victoire des Tigurins.

## Situation initiale
La bataille d'Agen a pour contexte la « migration des Cimbres et des Teutons ».
En 112 av. J.-C. les peuples germaniques Cimbres et Teutons défirent une armée romaine sous le commandement de Cnaeus Papirius Carbo à la bataille de Noreia. Les vainqueurs demandèrent à s'installer en territoire romain, ce qui leur fut refusé.
En 111 av. J.-C., le peuple helvète des Tigurins s'était joint à eux et ils sillonnèrent la Gaule. Alors que la route de l'Italie leur est ouverte, les Cimbres et leurs alliés se déplacent vers les champs Décumates et pénètrent en Gaule transalpine, puis en Celtibérie.
En -109, ils défont l'armée du consul Marcus Junius Silanus en Gaule narbonnaise.
En 107 av. J.-C., les Tigurins, en quête de riche butin, faisaient route vers Toulouse.

## La bataille
En 107 av. J.-C., le sénat romain, pour défendre un peuple allié, lança une nouvelle campagne militaire sous le commandement du consul Lucius Cassius Longinus et de ses légats, le consulaire Lucius Caesoninus et de Gaius Popillius Laenas (fils de Publius Popillius Laenas). Sous la conduite de Divico, les Tigurins infligèrent aux légions romaines une cuisante défaite, tuant le consul Longinus et massacrant la plupart de ses troupes. Les Romains restants sont sauvés par Laenas en se rendant. Les Tigurins exigèrent la majorité des fournitures de l'armée, prirent des otages et firent passer le reste de l'armée sous le joug.

## Conséquences
Lorsque la nouvelle de la défaite romaine atteignit la campagne gauloise, plusieurs villes, dont Tolosa (Toulouse), se soulevèrent. L'année suivante, un autre consul, Quintus Servilius Caepio, marchait contre les forces rebelles gauloises et capturait Toulouse, s'appropriant ainsi l'Or de Toulouse (Aurum Tolosanum) du moins l'ont rapporté des auteurs antiques tel Strabon. Une grande partie du butin « disparut » lors de son transfert à Massilia. En 105 av. J.-C., les Cimbres, les Teutons et leurs alliés Tigurins remportèrent une nouvelle victoire contre les Romains lors de la bataille d'Arausio.

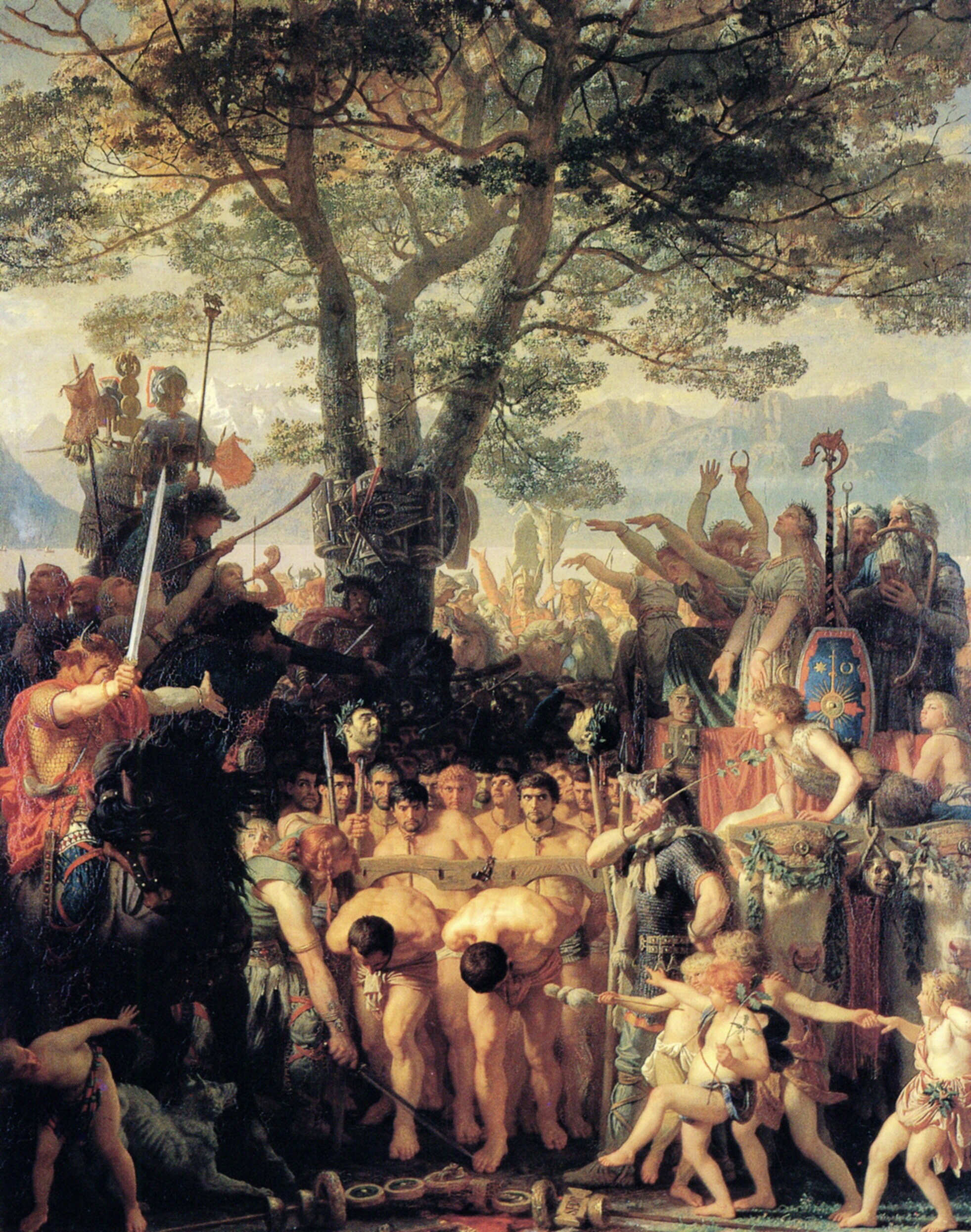
Les Romains passant sous le joug (1858) de Charles Gleyre.

Lors de la guerre des Gaules en 58 av. J.-C., le souvenir de cette bataille était encore présent dans les mémoires et restait un affront pour l'honneur de Rome. Après avoir écrasé les Tigurins sur la Saône, César — dont l'aïeul de son beau-père, L. Pison Caesoninus, légat de L. Cassius Longinus, avait été tué avec lui lors de la bataille d'Agen — rapporta avec fierté dans son Commentaires sur la Guerre des Gaules : « Ces Tigurins (..) avaient tué le consul L. Cassius et fait passer son armée sous le joug. (…) César ne vengea pas seulement son pays, mais aussi sa famille », puis vint la victoire totale contre les Helvètes à la bataille de Bibracte.
Au XIXe siècle, cette célèbre bataille, faussement située sur les bords du lac Léman, inspira de nombreux poèmes et tableaux patriotiques, comme Les Romains passant sous le joug (1858) de Charles Gleyre.